# سرگئی سوکولوف
سرگئی لئونیدویچ سوکولوف (روسی: Серге́й Леони́дович Соколо́в؛ ۱ ژوئیهٔ ۱۹۱۱ – ۳۱ اوت ۲۰۱۲) یک سیاست‌مدار اهل روسیه بود.
وی همچنین برنده جوایزی همچون نشان لنین، درجه پرچم سرخ و قهرمان اتحاد شوروی شده‌است.